# Рыдзевская, Елена Александровна
Еле́на Алекса́ндровна Рыдзе́вская (10 января 1890, Санкт-Петербург, Российская империя — 8 декабря 1941, Ленинград, СССР) — советский историк-медиевист, скандинавист.

## Биография
Была единственным ребёнком в семье военного инженера, генерал-майора А. Н. Рыдзевского. Получила среднее образование в частной гимназии Л. С. Таганцевой. Помимо учёбы в гимназии, занималась изучением языков на дому. Выучила английский, немецкий и французский языки. В 1907 году поступила на словесно-исторический факультет Санкт-Петербуржского женского педагогического института. В институте продолжила изучать языки — шведский, норвежский, датский и итальянский. Её учителями были С. Ф. Платонов и Ф. А. Браун, а в дальнейшем после института — А. А. Спицын, А. А. Шахматов, Т. И. Арне, О. Альмгрен и др. В 1911 году прервала обучение в институте. В 1910 году начала работать в Эрмитаже в качестве археолога под руководством Я. И. Смирнова. Первоначально в своей научной жизни занималась археологическими исследованиями и изучением скандинавских кладов в музеях Стокгольма, Осло и Бергена в 1912 году. В 1913 году работала с коллекцией северо-русских курганных древностей в Государственном историческом музее. В 1914 году познакомилась с археологическими памятниками России, Германии и Италии. Во время Первой мировой войны постепенно стала отходить от археологии, перейдя к изучению письменных источников по истории Руси и русско-скандинавских отношений.
В течение января-марта 1918 года работала переводчицей в Петроградском телеграфном агентстве, затем до начала 1919 года занималась канцелярской работой в Народном комиссариате просвещения. 6 мая 1919 года была избрана научным сотрудником Отделения археологии России Государственного Эрмитажа. 26 июня назначена помощником хранителя в том же учреждении. С сентября 1919 по 26 апреля 1920 года занимала должность научного сотрудника Российской академии истории материальной культуры. В 1920 году выехала в Весьегонск и до 1922 года находилась на канцелярской работе в конторе «Рыбинскстройки». В 1922 году вернулась в Петроград и возобновила научную деятельность.
С августа 1922 года работала в качестве инвентаризатора в журнальном отделе Библиотеки Академии наук СССР. 26 октября 1930 года была арестована по «Академическому делу» и полгода провела в Доме предварительного заключения. Под подписку о невыезде была выпущена, но уволена с работы. С 1931 года стала брать заказы на переводы от Института истории, Академии истории материальной культуры и др. Вместе с тем продолжала свою научно-исследовательскую работу. В 1939 году её приняли на должность старшего научного сотрудника в Институте истории материальной культуры.
Умерла во время Великой Отечественной войны в декабре 1941 года в осаждённом Ленинграде от истощения. Похоронена была на Смоленском кладбище.

## Научные работы
- Древняя Русь и Скандинавия IX—XIV вв. / Отв. ред. И. П. Шаскольский. — М.: Наука, 1978. — 240 с. — (Древнейшие государства на территории СССР. Материалы и исследования, 1978 г.)
- К варяжскому вопросу // Известия Академии наук СССР. Серия VII. — Л., 1934. — № 7. — С. 485—532; № 8. — С. 609—630.
- К летописному сказанию о походе Руси на Царьград в 907 году // Известия Академии наук СССР. Серия VII. — Л., 1932. — № 6. — С. 471—479.
- Клад серебряных вещей из Терслева // Записки отделения русской и славянской археологии императорского русского археологического общества. — Пг.-К., 1915. — Т. XI. — С. 210—221.
- Клады старых серебряных шейных гривен западного типа // Записки Отделения русской и славянской археологии Императорского Русского археологического общества. — Пг.-К., 1915. — Т. XI. — С. 191—196.
- Легенда о князе Владимире в саге об Олафе Трюггвасоне // Труды Отдела древнерусской литературы. — М.-Л., 1935. — Т. II. — С. 5—20.
- Литература по вопросу о пережитках тотемизма у древних скандинавов // Советская этнография. — 1936. — № 3. — С. 121—127.
- Некоторые данные по истории земледелия в Норвегии и в Исландии в IX—XIII вв. // Исторический архив. — 1940. — № III. — С. 3—70.
- Несколько замечаний по поводу статьи В. А. Брима «Колбяги» // Доклады Академии наук СССР. — Л., 1930. — № 8. — С. 137—142.
- Новый список проекта договора Новгорода с Любеком и Готландом 1269 г. // Проблемы истории докапиталистических обществ. — 1935. — № 5-6. — С. 118—127.
- О названии острова Березань // Советская археология. — 1947. — Вып. IX. — С. 79—88.
- О пережитках матриархата у скандинавов по данным древнесеверной литературы // Советская этнография. — 1937. — № 2-3. — С. 15—44.
- Сведения о Ладоге в древнесеверной литературе // Краткие сообщения Института истории материальной культуры. — М.-Л., 1945. — Т. XI. — С. 51—64.
- Сведения по истории Руси XIII в. в саге о короле Хаконе // Труды ЛОИИ. — Вып. 11. Исторические связи Скандинавии и России IX—XX вв. — Л., 1970.
- Слово «смерд» в топонимике // Проблемы источниковедения. — М.-Л., 1936. — Сб. II, Т. XVII «Трудов Историко-археографического института АН СССР». — С. 5—16.
- Тверской клад 1906 года // Записки Отделения русской и славянской археологии Императорского Русского Археологического общества. — 1915. — Т. XI. — С. 9—21.
- Холм в Новгороде и древнесеверный Holmgarðr // Известия Российской Академии истории материальной культуры. — Пг., 1922. — Т. II. — С. 105—112.
- Шведская историческая наука по Historisk Tidskrift // Исторический сборник. — Л.: Академия наук СССР, 1934. — Вып. 3. — С. 371—386.
- Ярослав Мудрый в древнесеверной литературе // Краткие сообщения Института истории материальной культуры. — 1940. — Т. 7. — С. 66—72.
- Rydzevskaja Е. Die dänische Huno-Sage und eine Episode aus der alterussischen Chronik // Acta philologica scandinavica. — Copenhagen, 1929. — S. 34—40.
- Rydzevskaja Е. Ein Skandinavischer Beiname in einer russischen Chronik // Zeitschrift für slavische Philologie. Herausgegeben von Dr. Max Vasmer. — Leipzig, 1931. — Bd. VIII, Heft 1/2. — S. 102—108.